# جاك بويد
جاك بويد (بالإنجليزية: Jack Boyd)‏ هو سياسي أسترالي، ولد في 3 ديسمبر 1921 في أستراليا، وتوفي بنفس المكان في 3 مارس 1985. حزبياً، نشط في الحزب الوطني الأسترالي. وقد انتخب عضو الجمعية التشريعية نيو ساوث ويلز.